# Събор на народното творчество
Съборите на народното творчество са система от фестивали в България, насочени към сценично представяне на български фолклор, главно народна музика и танци.

## История
Първият събор на народното творчество е Странджанският събор, проведен през май 1960 година в Граматиково с участието на хиляди самодейни и професионални групи от региона. Той е организиран от Радио „София“, Института за музика и Централния дом за народно творчество с активната роля на диригента Коста Колев и редактора в радиото Георги Бояджиев. Съборът в Граматиково бързо е последван от други подобни регионални събори – добруджански в Тервел (септември същата година), родопски на Рожен (1961), ямболски в Елхово (май 1962), пирински на Предела и сливенски на Баните (септември 1962).
С успешното провеждане на регионалните събори, през 1963 година Комитетът за изкуство и култура взема решение за организиране на национален събор, като по предложение на фолклористката Райна Кацарова за негово място е определена Копривщица. С това е поставено началото на Националния събор на българското народно творчество, провеждан през около 5 години от август 1965 година насам.
През следващите години в страната се развива гъста мрежа от местни, регионални и окръжни събори на народното творчество. Те са организирани в йерархична система от конкурси – местни, общински и окръжни, – които извършват последователен подбор на участници в Националния събор в Копривщица. Тази дейност е организирана от културното министерство и неговите местни подразделения (отдели по култура и центрове за художествена самодейност).
Системата на съборите продължава да се разширява и в наши дни, често със създаването на тематични събори – за деца и младежи, за определени инструменти или жанрове народни песни. Докато първоначално съборите възникват като сцена за изява на любители, главно изпълнители на традиционна музика от местните читалища, с времето те се институционализират и разширяват обхвата си, като особено от 90-те години разширяват обхвата си с включването на професионални или чуждестранни изпълнители, преаранжирана и обработена музика, фолклорна музика на етнически малцинства.